# Terragen
Terragen est un logiciel générateur de paysages fonctionnant sur les systèmes d'exploitation Windows et Mac OS. Il peut être utilisé pour créer des images et animations de paysages, à partir de données plus ou moins nombreuses. Son nom est un mot-valise anglais : terra generator. Il est disponible en freemium.

## Prise en main
Au lancement, rien de plus simple : une fenêtre, comportant elle-même plusieurs boîtes déplaçables/masquables à volonté. Ces boîtes correspondent à la gestion des nuages, du ciel, du soleil, du terrain et à l'aperçu.
Ce logiciel est un de ceux préférés par les artistes amateurs, ce qui vient d'abord du fait que ce soit un gratuiciel, mais aussi de son interface très intuitive, et surtout des possibilités de création photoréaliste de paysages. Toutes ces fonctions se maîtrisent aisément dès que le logiciel a été manipulé plusieurs fois.

## Caractéristiques
Terragen permet donc la modélisation de terrains, mais la gestion simpliste de la version initiale ne permettait ni un paramétrage très fin des dénivellations, ni de générer un paysage complexe (avec de la végétation par exemple). C'est pourquoi des plugins se chargent de remplir certaines de ces fonctions, par exemple pour remplacer ou compléter les textures procédurales par des images employées comme textures mappées.
De même, des logiciels externes sont utilisés pour pallier certains manques de Terragen, comme World Machine qui permet par exemple de créer des terrains grâce à un système de filtres (érosion, strates, canyons...) et à une génération aléatoire, ce qui est grandement appréciable pour les utilisateurs avertis.
Une version commerciale de ce logiciel est elle aussi disponible, et permet de créer des images de résolution plus importante que dans la version gratuiciel (qui possède une limitation du rendu à 1280 x 960 pixels). Une image créée avec Terragen a été publiée en couverture du magazine Newsweek (le 16 avril 2001), et le logiciel a permis la création d'animations dans le clip "What About Us?" de Brandy Norwood.
Le logiciel est lent, car il utilise le raytracing. Toutefois, les versions récentes intègrent une prévisualisation en OpenGL, ce qui permet de bien choisir l'emplacement et l'orientation de la caméra, et l'ajout d'objets, au détriment de la vitesse et de la simplicité de l'interface.

## Utilisation professionnelle
Terragen a aussi été utilisé pour les paysages d'arrière-plan dans certains jeux vidéo. Serious Sam (un Quake-like), en est un bon exemple, ou encore les derniers GTA.
Le logiciel a été également utilisé pour certains films, comme Pearl Harbor II ou encore Star Trek: Nemesis en 2002 à l'aide d'une version alpha de Terragen 2. Les films Tron : L'Héritage et la série Terra Nova ont également eu recours à Terragen.

## Historique
Les premières versions ne faisaient que des terrains plats déformés, sans objets, mais avec une interface très simple à utiliser.
Les nouvelles versions, depuis Terragen 2 (2009), ont davantage de fonctionnalités (ajout de végétation et de cailloux, etc.), ce qui permet de placer le logiciel à un niveau semblable à celui de Vue d'Esprit ou de Bryce 3D.
Ces versions sont plus lentes, car les calculs sont plus complexes, incluant des objets 3D externes. Le multiprocessus est pris en compte.